# Uga coriacea
Uga coriacea är en stekelart som beskrevs av Kerrich 1960. Uga coriacea ingår i släktet Uga och familjen bredlårsteklar.
Artens utbredningsområde är Uganda. Inga underarter finns listade i Catalogue of Life.